# Ulykkens Galoscher
Ulykkens Galoscher er en dansk stum komediefilm fra 1912 produceret af Nordisk Films Kompagni og instrueret af Eduard Schnedler-Sørensen. Filmens hovedroller spilles af Frederik Buch og Mathilde Felumb Friis.
Filmen havde dansk premiere den 15. december 1912 i Biograf-Theatret og blev i tysktalende lande distribueret som Die verhexten Galoschen, i engelsktalende lande som The Bewitched Rubber Shoes og i fransktalende lande som Ah Les sacrés Caoutchoucs.

## Handling
En distræt professor har problemer med sine galocher og har en Tychobrahesdag.

## Medvirkende
- Frederik Buch	som professoren
- Maja Bjerre-Lind
- Mathilde Felumb Friis som professorens husbestyrerinde